# Carl Christ
Carl Christ, né le 19 septembre 1923 à Chicago et mort le 21 avril 2017 à Baltimore, est un économiste et économètre américain.
Parmi ses travaux les plus connus on peut mentionner les études sur l'évaluation des modèles économétriques et celles sur la contrainte budgétaire dans les politiques monétaires et fiscales.

## Biographie
Christ est né en 1923 à Chicago, Illinois (États-Unis) et mort à Baltimore, Maryland (États-Unis). De 1942 à 1943, il étudie la physique à l'université de Chicago. Il travaille ensuite au projet Manhattan comme physicien junior. Après la guerre il retourne à l'université de Chicago pour étudier l'économie et l'économétrie. Depuis 1950 il enseigne à l'université Johns-Hopkins.
Il a enseigné aussi à l'université de Chicago (1955-1961), à l'université de Tokyo (1959) et à l'université de l'Essex (1966-1967).
Il est fellow de la Société d'économétrie et de la Société américaine de statistique.

## Principales publications
- A Test of an Econometric Model for the United States, 1921-1947 in Cowles Commission Paper, nouvelle série, no 49, 1952
- Aggregate Econometric Models, American Economic Review, 1956, p. 385-408
- Simultaneous Equation Estimation: Any Verdict Yet?, Econometrica, 1960, p. 835-845
- A Short-Run Aggregate-Demand Model of the Interdependence and Effects of Monetary and Fiscal Policies with Keynesian and Classical Interest Elasticities, American Economic Review, 1967, p. 434-443
- A Simple Macroeconomic Model with a Government Budget Restraint, Journal of Political Economy, 1968, p. 53-67
- A Model of Monetary and FiscalPolicy Effects on the Money Stock, Price Level, and Real Output, Journal of Money, Credit, and Banking, 1969, p. 683-705
- Econometric Models of the Financial Sector, Journal of Money, Credit, and Banking, 1971, p. 419-449
- Judging the Performance of Econometric Models of the U.S. Economy, International Economic Review, 1975, p. 54-74
- Some Dynamic Theory of Macroeconomic Policy Effects on Income and Prices under the Government Budget Restraint, Journal of Monetary Economics, 1978, p. 45-70
- On Fiscal and Monetary Policies and the Government Budget Restraint, American Economic Review, 1979, p. 526-538